# 尉氏县
尉氏县是中华人民共和国河南省开封市下辖的一个县，入選全國水利百強縣。位于国家战略中原经济区建设的核心区之内，县人民政府駐兩湖街道。根據第七次人口普查數據，截至2020年11月1日零時，尉氏縣常住人口為839809人

## 历史沿革
县境在春秋时期为郑国大夫尉氏之邑，因而得名。战国时期属魏国之地。秦朝始置尉氏县，属颍川郡管辖。西汉时期，改属兖州刺史部陈留郡，东汉因袭前制。三国时由曹魏据有，县属兖州陈留国。西晋时复属陈留郡。五胡十六国时期，先后为后赵、前燕、前秦、后燕、后秦等政权据有。北魏兴安初年并入苑陵县，太安三年（457年）恢复该县建制，属陈留郡。东魏天平元年（534年）改属开封郡。北齐撤销该县建制。隋朝开皇六年（586年）恢复尉氏县建制，属颍川郡。唐初属洧州，贞观元年（627年）洧州废，尉氏县改属汴州。北宋时期，属京畿路开封府管辖。金朝时仍属开封府。元朝时属汴梁路。在明清两朝，均以尉氏县属开封府管辖。
中华民国时期，尉氏县于1914年划归开封道管辖，1932年归河南省第一行政督察区管辖。中华人民共和国时期，尉氏县最初属陈留专区管辖，1952年6月改属郑州专区管辖，1955年1月属开封专区管辖，1969年属开封地区管辖。1983年9月开封地区撤销，尉氏县属地级开封市管辖至今。
2022年3月，经河南省人民政府批准，原属尉氏县管辖的岗李乡、大马乡划归新郑市管辖。同年7月1日，该两乡连同大营镇、洧川镇一同委托郑州航空港经济综合实验区管理，惟大营、洧川二镇行政归属仍为尉氏县。

## 自然地理
尉氏县地处豫东平原，地势西北高、东南低，海拔59.8～133米。县境东部属黄泛区平原，西部岗岭起伏，多为南北条形走向。县境属淮河流域，贾鲁河境内流长44公里，双洎河境内流长32公里，康沟河境内流长27公里。

## 行政区划
尉氏县下辖1个街道办事处、9个镇、5个乡：
两湖街道、洧川镇、朱曲镇、蔡庄镇、永兴镇、张市镇、十八里镇、水坡镇、大营镇、庄头镇、邢庄乡、门楼任乡、大桥乡、南曹乡和小陈乡。

## 经济
尉氏县2022年生产总值为人民币471.68亿元，人均生产总值60,352元，在河南省各县级行政区（不含市辖区）中分别排第18位和第30位。其中第一产业、第二产业和第三产业的生产总值分别为65.03亿元、237.96亿元和168.70亿元。
尉氏县毗邻郑州航空港经济综合实验区，以比亚迪郑州工厂为主体的郑州航空港汽车城即位于与尉氏相邻的区域。同时，县域50公里半径内还集聚了上汽、宇通、奇瑞、郑州日产等汽车生产企业。因此，尉氏县以汽车零部件为主打产业，规划建设了占地约15平方公里的汽车零部件产业园。自2023年以来，尉氏县先后对接了比亚迪、上汽等车企的上下游企业100多家，签约项目64个，总投资390亿元。

## 交通
尉氏县有 京武高速、 兰许高速、 商登高速三条高速公路过境，同时有 230国道、 240国道、 343国道、 102省道等多条国道省道干线。郑州新郑国际机场距尉氏县城约15公里。
尉氏县境内曾有河南省地方窄轨铁路朝杞线经过，该铁路曾以煤炭货运为主，现已废弃。目前距尉氏县最近的客运铁路车站为郑州航空港站，距县城约10公里。

## 文化

### 文物古迹
尉氏县境内现有全国重点文物保护单位2处，分别为建于北宋太平兴国年间的尉氏兴国寺塔和辛亥革命女志士刘青霞的故居。另有紫铜钟、洧川城隍庙等河南省文物保护单位7处。

### 著名人物
历史上著名的尉氏人有：战国时期秦国的国尉尉缭；东汉文学家蔡邕和其女蔡文姬（有争议，一说在杞县）；建安七子之一的阮瑀；竹林七贤中的阮籍、阮咸；豫剧表演艺术家唐喜成、牛得草等。另外，辛亥革命女志士刘青霞18岁时嫁与尉氏的豪门刘耀德，其故居在今县城中心。